# Jair Ventura Filho
Jair Ventura Filho (Rio de Janeiro, 25 december 1944), beter bekend onder de naam Jairzinho, is een voormalig Braziliaans voetballer die uitkwam voor onder anderen het Braziliaans nationaal elftal. Bij Brazilië maakte hij deel uit van de famous five met Pelé, Gérson, Rivelino en Tostão.

## Jeugd
Jairzinho groeide op in Caxias, een favela (armenbuurt) in het noorden van Rio de Janeiro. Hij ondervond al snel dat in Brazilië alleen het recht van de sterkste geldt. Hij begreep ook al vroeg dat voetbal eigenlijk zijn enige ontsnappingsroute uit de favela was en tekende voor Botafogo.

## Botafogo
Bij Botafogo moest Jairzinho het genie Garrincha opvolgen en gedroeg zich meestal hetzelfde: als een buitenbeentje. Zijn spel stond recht tegenover dat van Garrincha. Waar zijn voorganger hield van eindeloze dribbels en één tegenstander het liefst drie keer voorbijgaan, ging Jairzinho voor de kortste weg naar het doel.

## WK 1970
Tijdens het WK van 1970 in Mexico beleefde Jairzinho het beste toernooi van zijn leven. De Selecão versloeg elke tegenstander en kwam relatief makkelijk in de finale. Met fantasierijk voetbal werden Tsjechoslowakije (4–1), voormalig wereldkampioen Engeland (1–0), Roemenië (3–2) en Peru (4–2) aan de kant gezet. Jairzinho was het eindstation van veel Braziliaanse aanvallen en hij scoorde in elke wedstrijd van het toernooi, nog steeds een record. Toch werd hij met zijn zeven doelpunten geen topscorer van het toernooi. De West-Duitser Gerd Müller maakte er tien.
Jairzinho toonde zijn tactisch inzicht in de finale tegen Italië. Later zei hij dat bondscoach Mario Zagallo hem de opdracht had meegegeven om steeds te switchen met linkerspits Rivelino of het centrum in te trekken. Zelfs Giacinto Facchetti, 'koning van het catennacio ', trapte in deze val, zodat de rechterzone openviel voor rechtsback Carlos Alberto, die tijdens de wedstrijd een goal zou maken.
Over Brazilië 1970 werd alleen maar lovend gesproken en geschreven. Zo schreef een dichter uit die tijd: "Zulk mooi voetbal moest verboden worden". Nick Hornby schreef in zijn boek, dat Brazilië 1970 het in zekere zin voorgoed verpest had voor de voetballiefhebber, omdat nooit meer iemand zulk mooi voetbal zou kunnen spelen.

## Na Mexico 1970
Na het WK werd Jairzinho het mannetje met de mooie maniertjes. Hij zorgde ervoor dat er altijd internationale cameraploegen in de buurt waren en lag hele dagen op het strand. Hij zocht nooit meer contact met zijn voormalige ploeggenoten en met zijn carrière ging het bergafwaarts. In 2003 werd hij aangesteld als bondscoach van Gabon.

## Erelijst
Botafogo
- Torneio de Caracas: 1967, 1968, 1970
- Taça Brasil de Futebol: 1968
- Torneio Rio-São Paulo: 1964, 1966
- Campeonato Carioca: 1967, 1968

 Cruzeiro
- CONMEBOL Libertadores: 1976

 Brazilië
- FIFA WK: 1970
- Taça Independência: 1972

Individueel
- FIFA WK Zilveren Schoen: 1970
- FIFA WK All-Star Team: 1970
- Zuid-Amerikaans voetballer van het jaar: brons in 1972
- World Soccer: Grootste Voetballer van de 20e Eeuw (plek 27)
- IFFHS Braziliaans Voetballer van de 20e Eeuw (plek 19)
- Braziliaanse Hall of Fame